# Меморіальний парк Нав'є
46°03′39″ пн. ш. 14°30′43″ сх. д. / 46.060834632° пн. ш. 14.511920551° сх. д.
Меморіальний парк Нав'є (словен. Spominski park Navje) — меморіальний парк у столиці Словенії Любляні, перепланована частина колишнього кладовища св. Христофора (словен. pokopališče pri sv. Krištofu). Розташований у районі Бежиград, відразу за люблянським залізничним вокзалом.

## Історія
Цвинтар св. Христофора з кінця XVIII до початку XX століття був центральним міським кладовищем. 1906 року поряд із церквою Святого Хреста було засновано нове кладовище і відтоді дедалі більше поховань відбувалося на ньому. Після 1926 року похорони на кладовищі св. Христофора припинилися остаточно, а сам цвинтар 1955 року разом із двома пов'язаними з ним церквами було зруйновано з метою розчистити місце для проведення VII з'їзду Комуністичної партії Югославії. Різні зібрані там останки було перенесено у поблизьку братську могилу біля приміщення, призначеного під семінарію Барага, і лише Єрней Копітар та Іван Тушек були перепоховані в Нав'є.
У 1930-х роках невелику ділянку старого кладовища, включаючи аркадний ґанок, побудований близько 1865 року, було перетворено на «пантеон» славетних словенців. Меморіальний парк спроєктували архітектори Йоже Плечник та Іво Спинчич у співпраці із садівником Антоном Лахом. Вже 1932 року Плечник запропонував побудувати на тому ж місці монументальну церкву, яка би включала склеп із могилами визначних словенців. Проте цей запланований спільно з його учнем Едвардом Равникаром проєкт було відхилено, і тому Плечник запропонував створити Меморіальний парк Нав'є.